# Delahaye Type 80

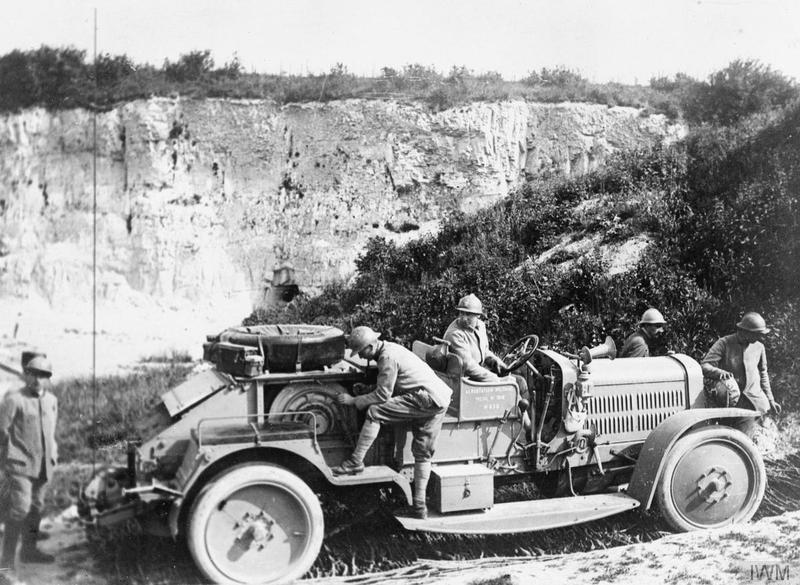
Delahaye Type 80

Der Delahaye Type 80 ist ein frühes Lkw-Modell. Hersteller war Automobiles Delahaye in Frankreich.

## Beschreibung
Dieses Modell gab es nur 1916. Der Ottomotor leistet 70 PS und damit wesentlich mehr als  alle vorherigen Nutzfahrzeuge von Delahaye.
Die Nutzlast ist nicht überliefert. Besonderheit war eine Winde vom System Saconney für Heißluftballons.